# ۳-مرکاپتو-۱-پروپان‌سولفونیک اسید
۳-مرکاپتو-۱-پروپان‌سولفونیک اسید (به انگلیسی: 3-Mercapto-1-propanesulfonic acid) یک ترکیب شیمیایی با شناسه پاب‌کم ۸۷۲۰۶ است. 